# Edmund Rubbra
Edmund Rubbra, född 23 maj 1901 i Northampton, död 14 februari 1986 i Gerrards Cross, Buckinghamshire, var en brittisk tonsättare och pianist.

## Biografi
Rubbra, som kom från enkla förhållanden, visade tidigt musikalisk talang och fick undervisning i pianospel från 8 års ålder. Han slutade skolan 14 år gammal och arbetade som kontorist vid en järnvägsstation. Som 17-åring arrangerade Rubbra en konsert i Northampton och framförde verk av Cyril Scott, som därefter antog honom som elev. Efter studier vid University of Reading och Royal College of Music försörjde han sig på att undervisa, ackompanjera och att skriva om musik. 1947–68 undervisade Rubbra vid Worcester College, Oxford. 1961–74 var han dessutom professor i komposition vid Guildhall School of Music and Drama.
Rubbras produktion som tonsättare omfattar 164 verk med opustal. Förutom symfonier och stråkkvartetter komponerade han mässor och annan katolsk kyrkomusik. Hans musik är tonal och inspirerad av engelsk renässansmusik. De elva symfonierna spelades in på cd av Richard Hickox efter Rubbras död.

## Verkförteckning

### Orkestermusik

#### Symfonier
- Symfoni nr 1, op. 44 (1935)
- Symfoni nr 2 i D-dur, op. 45 (1937)
- Symfoni nr 3, op. 49 (1938)
- Symfoni nr 4, op. 53 (1941)
- Symfoni nr 5 i B-dur, op. 63 (1947)
- Symfoni nr 6, op. 80 (1954)
- Symfoni nr 7 i C-dur, op. 88 (1957)
- Symfoni nr 8, Hommage à Teilhard de Chardin, op. 132 (1968)
- Symfoni nr 9, Sinfonia sacra – Resurrection, op. 140 (1971)
- Symfoni nr 10, da Camera, op. 145 (1974)
- Symfoni nr 11, à Colette, op. 153 (1979)

#### Konserter
- Pianokonsert, op. 30 (senare indragen)
- Sinfonia Concertante i C-dur för piano och orkester, op. 38 (1936, rev. 1943)
- Rhapsody for Violin and Orchestra, op. 39
- Soliloquy för cello och liten orkester, op. 57 (1947)
- Violakonsert i A-dur, op. 75 (1952)
- Pianokonsert i G-dur, op. 85 (1956)
- Improvisation för violin och orkester, op. 89 (1956)
- Violinkonsert i A-dur, op. 103 (1958)

#### Övriga orkesterverk
- Double Fugue, op. 9
- Triple Fugue, op. 25
- The Searcher, skådespelsmusik till en pjäs av Velona Pilcher, op. 27
- Prism, op. 48
- Improvisations on Virginal Pieces by Giles Farnaby, op. 50
- A tribute, op. 56 (1942)
- Festival Overture, op. 62 (1947)
- Overture Resurgam, op. 149 (1975)
- Sinfonietta för stor stråkorkester, op.163

### Opera
- The Shadow, op. 36 (1933)

### Kammarmusik
- Violinsonat nr 1, op. 11
- Lyric Movement för stråkkvartett och piano, op. 24
- Four Pieces för violin och piano, op. 29
  1. ”Cradle Song”
  2. ”The Spinning Wheel”
  3. ”Slow Dance”
  4. ”Rondel”
- Violinsonat nr 2, op. 31
- Stråkkvartett nr 1 i f moll, op. 35
- Cellosonat i g-moll, op. 60 (1947)
- The Buddha för flöjt, oboe, violin, viola och cello, skådespelsmusik till pjäsen med samma namn av Clifford Bax, op. 64 (1949)
- Meditationi sur Coeurs Désolés för blockflöjt och cembalo eller flöjt eller oboe och piano, op. 67
- Pianotrio nr 1 i en sats, op. 68
- Stråkkvartett nr 2 i Ess-dur, op. 73
- Oboesonat i C-dur, op. 100
- Variations on a Phrygian Theme för soloviolin, op. 105 (1963)
- Stråkkvartett nr 3, op. 112 (1968)
- Meditations on a Byzantine Hymn för solo viola, op. 117
- Improvisation for Unaccompanied Cello, op. 124 (1967)
- Discourse för harpa och cello, op. 127 (1971)
- Sonatina för tre blockflöjter och cembalo, op. 128
- Violinsonat nr 3, op. 133 (1968)
- Pianotrio nr 2, op. 138 (1973)
- Stråkkvartett nr 4, op. 150 (1977)
- Fantasia on a Chord för tre blockflöjter, cembalo och viola da gamba (ad lib.), op. 154
- Duo för engelskt horn och piano, op. 156 (1981)

### Orgel
- Preludium och fuga över ett tema ur den långsamma satsen i Cyril Scotts första pianosonat, op. 69 (1949)
- Meditation, op. 79

### Piano
- Introduction and Fugue for Piano, op. 19
- Nine Teaching Pieces, op. 74 (kräver två pianister)
  1. ”Question and Answer”
  2. ”Pipe Tune”
  3. ”Hurdy Gurdy”
  4. ”Slow Dance”
  5. ”Catch Me If You Can”
  6. ”Peasant Dance”
  7. ”Cradle Song”
  8. ”The Donkey”
  9. ”The Shining River”
- Introduction, Aria and Fugue för cembalo eller piano, op. 104
- Eight Preludes, op. 131
- Four Studies, op. 139
- Invention on the Name of Haydn, op. 160
- Fantasy-fugue, op. 161

### Vokalmusik

#### Körverk
- The Secret Hymnody för kör och orkester, op. 1
- The Virgin's Cradle Hymn, op. 3
- Afton Water, op. 6
- My Tocher's the Juwel för blandad kör, op. 10
- La belle dame sans merci för kör och orkester, op. 12
- The Mystic Trumpeter för kör och orkester, op. 23
- To Him We Sing för barnkör och piano, op. 34
- Five Motets, op. 37 (1934)
  1. ”Eternitie”
  2. ”Vain Wits & Eyes”
  3. ”Hymn to God the Father”
  4. ”The Search”
  5. ”A Song”
- Three Bird Songs för barnkör och piano, op. 46
  1. ”Robin Redbreast'”
  2. ”Little Trotty Wagtail”
  3. ”Pigeon and Wren”
- Five Madrigals, op. 51
  1. ”When to her Lute Corinna Sings”
  2. ”I Care Not for These Ladies”
  3. ”Beauty is But a Painted Hell”
  4. ”It Fell on a Summer's Day”
  5. ”Though You Are Young”
- Two Madrigals, op. 52
  1. ”Leave Pro-longing Thy Distress”
  2. ”So Sweet is Thy Discourse”
- The Morning Watch för blandad kör och orkester, op. 55 (1941)
- The Revival, op. 58
- Missa Cantuariensis för dubbelkör och orgel, op. 59 (1944–45)
- Magnificat and Nunc dimittis i Ass-dur för blandad kör och orgel, op. 65 (1947)
- Missa in honorem Sancti Dominici för blandad kör a cappella, op. 66 (1948)
- Festival Te Deum för sopran, kör och orkester, op. 71
- Nine Tenebrae Motets, op. 72
  1. ”In monte Oliveti”
  2. ”Tristis est anima mea”
  3. ”Ecce vidimus eum”
  4. ”Amicus meus”
  5. ”Judas mercator pessimus”
  6. ”Unus ex discipulis”
  7. ”Eram quasi agnus innocens”
  8. ”Una hora non potuistis”
  9. ”Seniores populi”
- Three Motets för blandad kör a cappella, op. 76
  1. ”Let Us Now Praise Famous Men”
  2. ”There is a Spirit”
  3. ”Except the Lord Build the House”
- Song of the Soul för blandad kör, harpa, pukor och stråkar, op. 78
- Star of the Mystic East, op. 81
- Salutation, op. 82
- Dance to Your Daddie, op. 84
- Mary Mother för blandad kör, op. 90
- Entrez-y tous en surrete, op. 93
- Festival Gloria för sopran, baryton och blandad kör, op. 94
- Haec est domus Domini, op. 95
- The Givers, op. 96
- In honorem Mariae Matris Dei för sopran, barnkör och orgel (eller orkester), op. 97
- Lord with What Care, op. 107
- Up, O My Soul, op. 108
- Lauda Sion för sopran, bas och blandad kör, op. 110
- Crucifixus pro nobis för tenor, blandad kör, flöjt, violin, cello, harpa och orgel, op. 111 (1961)
- Three Hymn Tunes, op. 114
  1. ”Prayer to Jesus
  2. ”That Virgin's Child Most Meek”
  3. ”Queen of Mercy”
- Te Deum för blandad kör, op. 115
- A Spring Carol Sequence för damkör, flöjt, oboe, 2 klarinetter (eller blockflöjtsensemble), op. 120
- Infant Holy, op. 121
- Inscape för blandad kör, stråkorkester och harpa (text: Gerard Manley Hopkins), op. 122
  1. ”Pied Beauty”
  2. ”The Lantern out of Doors”
  3. ”Spring”
  4. ”God's Grandeur”
  5. ”Epilogue”
- Nocte surgentes för blandad kör, op. 123
- And When the Builders för kör och orgel, op. 125
- Bonny Mary O! för kör och piano, op. 126
- In die et nocte canticum för kör och orkester, op. 129
- Veni Creator Spiritus för blandad kör och blåsare (eller orgel), op. 130
- The Holy Dawn, op. 135
- Natum Maria Virgine, adventskantat för baryton, kör och liten orkester, op. 136
- Missa brevis för tre röster och orgel, op. 137
- Agnus Dei, op. 143
- This Spiritual House Almighty God Shall Inhabit, op. 146
- Blessed Be He, op. 147
- Three Greek Folk Songs, op, 151
  1. ”The Gift”
  2. ”A Wreath of Basil”
  3. ”The Suitors”
- Prayer for the Queen, op. 152
- How Shall My Tongue Express?, op. 155
- Mass in Honour of St. Teresa of Avila (1515–1582) , op. 157

#### Sånger
- Two Songs, op. 2
- Two Songs with String Quartet, op. 3
- Two Songs, Op. 4
- O My Deir Hert, op. 5
- Dear Liza för två röster och piano, op. 7
- Four Songs, op. 8
- Three Songs, op. 13
- Two Songs, op. 14
- Rune of Hospitality, op. 15
- Two Songs, op. 17
- Rhapsody för sopran och 13 instrument, op. 18
- A Duan of Barra, op. 20
- Soontree, op. 21
- Two Songs, op. 22
- Ballad of Tristram, op. 26
- A Widow Bird State Mourning, op. 28
- Four Mediaeval Latin Lyrics för baryton och stråkorkester, op. 32
- In Dark Weather, op. 33
- Two Songs, op. 41
  1. ”The Dark Night of the Soul”
  2. ”O Unwithered Eagle Void”
- Five Spencer Sonnets för tenor och stråkar, op. 42
- Amoretti, fem sonetter, op. 43
- Nocturne, op. 54
- Three Psalms, op. 61
- O Excellent Virgin Princess, op. 77
- Ode to the Queen, op. 83 (1953)
- Two Sonnets by William Alabaster, op. 87
- No Swan So Fine, op. 91
- Cantata Pastorale för hög röst, blockflöjt (flöjt), cembalo (pianor) och cello, op. 92 (1962)
- Missa a 3 för sopran, alt (eller tenor) och bas, op. 98
- Autumns för 2 sopraner, alt och piano, op. 99
- The Beatitudes för 2 sopraner och alt, op.109
- The Jade Mountain för röst och piano, op. 116 (1963)
- Salve Regina, op. 119
- Creature-Songs to Heaven för 2 sopraner, alt och stråkkvartett (eller orkester) och piano, op. 134
  1. ”The Mother Hen”
  2. ”The Snail”
  3. ”The Ladybird”
  4. ”The Peacock”
- Fly Envious Time, op. 148